# Lara Croft and the Guardian of Light
Lara Croft and the Guardian of Light är ett actionspel som har utvecklats av Crystal Dynamics och utgivits, endast i digitala ugåvor av Eidos Interactive till iOS, Playstation 3, Xbox 360 och Microsoft Windows år 2010.
Spelet skiljer sig från övriga Tomb Raider spel då spelet har isometrisk vy samt stöd för co-op. Spelet fick en uppföljare, Lara Croft and the Temple of Osiris som släpptes 2014